# حجاج بن یوسف
ابومحمد حَجّاج بن یوسف بن حَکَم بن ابی عقیل ثَقَفی (طائف ۶۶۱ – واسط ۷۱۴ (۴۰–۹۵ هجری)) که به اختصار به حجاج بن یوسف شناخته می‌شود، یکی از مشهورترین حاکمانی بود که به خلافت اموی خدمت می‌کرد. او خدمتش را با خدمتگزاری به خلیفه عبدالملک (حک. ۶۸۵–۷۰۵) آغاز کرد، و پس از چندی به ریاست شرطه‌های خلیفه، حاکم حجاز (عربستان غربی) در ۶۹۲–۶۹۴ و نماینده تام‌الاختیار خلیفه بر سراسر عراق و نواحی شرقی خلافت در ۶۹۴ برگزیده شد. حجاج جایگاه خود را در زمان جانشین و پسر عبدالملک یعنی ولید یکم (حک. ۷۰۵–۷۱۵) حفظ کرد و تا هنگام مرگش در سال ۷۱۴ توانست نقشی مهم و اثرگذار بر تصمیم‌گیری‌های خلیفه داشته باشد.
حجاج به عنوان حاکم عراق و شرق دست به اصلاحاتی مهم زد. او از شخصیت‌های مهم در روند شکل‌گیری قرآن محسوب می‌شود، هر چند در مورد میزان تغییراتی که او بر قرآن اعمال کرد، میان پژوهش‌گران اختلاف‌نظر وجود دارد. او شروع به ضرب کردن درهم نقره با شمایل و طراحی تماماً مذهبی و اسلامی به‌جای سکه‌های سنتی رایج پیش از اسلامی ساسانی نمود، زبان دیوان (دیوانسالاری) را در عراق از فارسی به عربی تغییر داد و یک نسخه یکدست از قرآن معرفی کرد. او برای احیای کشاورزی و افزایش درآمد مالیاتی، نوکیشان مسلمان غیر عرب را از پادگان شهرهای کوفه و بصره اخراج و به مناطق روستایی که متعلق به آن بودند بازگرداند و از آنان جزیه گرفت که اسما مخصوص اتباع غیرمسلمان بود و بر پروژه‌های حفر کانال‌های گسترده نظارت کرد. حجاج در سال ۷۰۱، با تجدید نیرو از سوریه توانست شورش عبدالرحمن بن أشعث که از اشراف عرب کوفه بود و سربازان عرب، نوکیشان مسلمان و سران مذهبی عراق در شمار یارانش بودند را شکست دهد. در نتیجه، حجاج برای افزایش تسلط و کنترل خود بر منطقه، شهر واسط را پایه‌گذاری کرد تا نیروهای وفادار سوری اش که پس از آن برای اجرای حکومت خود به آنها تکیه کرد را در آنجا اسکان دهد.
حجاج دولتمردی بسیار توانا و با استعداد ولی ظالم، خشن و بسیار سختگیر بود. او که همواره به دل هم عصران خود ترس می‌انداخت، تبدیل به شخصیتی عمیقاً بحث‌برانگیز و موضوع دشمنی زیاد در میان نویسندگان بعدی طرفدار عباسیان شد که آزار و اذیت و اعدام‌های دسته جمعی را به او نسبت دادند.

## اصل و نسب
حجاج در سال ۶۶۱ میلادی در شهر طائف در حجاز متولد شد. او تعلق داشت به خاندان ابو عقیل، که نام پدربزرگ پدریش بود. این خاندان شاخه ای از بنی اوف از اعضای قبیله بزرگ بنی ثقیف بود. اعضای قبیله ثقیف در خلافت راشیدین به درجات و مقامات بالای نظامی و حکومتی دست یافتند و نقش فرماندهی نظامی و اقتصادی مهمی را در طول فتوحات مسلمانان و پس از آن به خصوص در بین‌النهرین ایفا نمودند.نفوذ سیاسی این قبیله با ظهور خلافت اموی در سال ۶۶۱ به رشد خود ادامه داد. حجاج از اصل و نسب ویژه و متمایزی برخوردار نبود در واقع خاندان ابوعقیل از نظر مادی ناتوان و به شغل‌های بنایی و سنگ بری مشغول بودند. مادر او فارعه، با مغیرة بن شعبه ازدواج کرد و طلاق داده شد. مغیره که یکی از اعضای ثقیف بود به‌وسیله معاویه یکم (حک. 661–680) نخستین خلیفه اموی به عنوان حاکم کوفه منصوب شده بود.

## اوایل زندگی و مقام
در زمان کودکی، حجاج به لقب کلیب ("سگ کوچک") معروف شده بود، که بعدها موجب تمسخر و استهزای او شد. زندگی اولیه او در هاله ای از ابهام قرار دارد، بجز اینکه او در زادگاهش به حرفه معلمی در مکتب اشتغال داشت و در آنجا به شاگردانش رونویسی و روخوانی قرآن می‌آموخت، این حرفه او بعدها به منبعی برای استهزا و تمسخر او توسط دشمنانش بدل شد. پدر او یوسف بن حکم و برادر بزرگترش محمد در طائف به تدریس مشغول بودند.
پس از مدت کوتاه و دوران نامشخصی حجاج و پدرش شغل تدریس را رها کرده به جمع نیروهای نظامی خلیفه یزید یکم (حک. 680–683) که با مخالفت‌های فزاینده ای برای خلافتش در حجاز روبرو شده بود، پیوستند. او در نبردهای دوران فتنه دوم و جنگ داخلی مسلمانان همانند نبردهای حره (۶۸۲) و ربذه (۶۸۴) که هر دو در نزدیکی مدینه واقع شده بودند، بدون اینکه نقش پر رنگ و محوری داشته باشد شرکت کرد. در حره، در جایی که سربازان سوری اعزام شده توسط یزید مدافعان محلی مدینه که اقتدار خلیفه را به چالش کشیده بودند شکست دادند، حجاج در زمره سربازان حبیش بن دلجة جنگید. او در آن درگیری از میدان جنگ گریخت. او و پدرش در میان اندک افراد جان بدر برده از نبرد ربذه بود، در این نبرد حبیش بن دلجة، فرمانده این اردوکشی به دست نیروهای وفادار به عبدالله بن زبیر که بر ضد خلیفه اموی در مکه ادعای خلافت نموده بود کشته شد. نخستین مقام حجاج به عنوان فرماندار تباله در منطقه تهامه که در ۲۴۰ کیلومتر (۱۵۰ مایل) جنوب طائف قرار داشت مقامی ناچیز به‌شمار می‌رفت. حجاج که این پست را رها کرد زیرا آن را کمتر از جاه طلبی‌های خود می‌دید.
خیلی زود پس از اینکه عبدالملک بن مروان (حک. 685–705) به خلافت رسید، حجاج زادگاهش را ترک کرد و به پایتخت خلافت اموی، دمشق رفت و در آنجا به نیروهای امنیتی خلیفه (شرطه) وارد شد. فرمانده نیروهای شرطه خلیفه روح بن زنباع که از مشاوران مهم او هم محسوب می‌شد خیلی زود تحت تأثیر نبوغ نظامی و توانایی‌های حجاج قرار گرفت. در سال ۶۸۹/۹۰، بنا به توصیهٔ روح، عبدالملک، حجاج را برای اعمال اقتدار خلیفه بر سپاه بزرگی که او به تازگی برای اردوکشی بر ضد حاکم زبیری عراق فراهم کرده بود، منسوب کرد. حکومت عراق در این هنگام در دست برادر ابن زبیر یعنی مصعب بن زبیر قرار داشت. خلیفه از اعمال و کارایی حجاج برای بازگرداندن انضباط و نظم پس از طغیان‌های روی داده در میان سربازان، بسیار راضی بود. در جریان محاصره زفر بن حارث کلابی، رهبر شورشیان قبایل قیس در جزیره (بین‌النهرین علیا) در قرقیسیا، به‌دست عبدالملک در تابستان سال ۶۹۱, حجاج به عنوان فرستادهٔ خلیفه در کنار متکلمی به نام رجاء بن حیوة برای مصالحه به سوی زفر فرستاده شد.
در نتیجه موفقیت‌های حجاج برای برای سرکوب سربازان یاغی سپاه، عبدالملک مقام فرماندهی گارد پشتیبان سپاه را به او اعطا کرد. او شجاعت‌ها و پیروزی‌های بیشتری را، خصوصاً پس از شکست دادن مصعب درنبرد دیرالجثالیق کسب کرد و در نتیجه عبدالملک او را مأمور کرد تا ابن زبیر را در مکه سرکوب کند. در اواخر سال ۶۹۱ او به همراه ۲۰۰۰ نفر از نیروهای سوری کوفه را ترک کرد. او پس از اینکه طائف را بدون مقاومت خاصی در اختیار گرفت بنا به دستور عبدالملک در آنجا متوقف شد تا سعی کند در صورت امکان از مسیر مذاکره ابن زبیر را وادار به تسلیم کند تا در مکه خونی ریخته نشود. پس از اینکه ابن زبیر پیشنهادهای امویان را رد کرد حجاج پس از کسب اجازه از خلیفه و دریافت نیروهایی کمکی به مکه حمله کرد. سپاهیان اموی از فراز کوه ابوقبیس به وسیله منجنیق اقدام به سنگ باران مکه کردند، و حتی در طول ایام حج نیز از این کار دست نکشیدند؛ حتی کعبه نیز در حضور حاجیان و زائران مورد هدف قرار گرفت. هنگامی که رعد و برقی ناگهانی شروع شد، سربازان اموی آن را به خشم الهی تعبیر کردند، اما حجاج توانست آنها را جمع کرده و متقاعد کند که این در واقع نشانه پیروزی است. سرانجام در اکتبر ۶۹۲, پس از هفت ماه محاصره پس از فرار چند هزار نفر از طرفداران و حتی دو پسرش، ابن زبیر به همراه باقی ماندهٔ طرفدارانش در نبردی در اطراف کعبه کشته شد.
عبدالملک به عنوان پاداش عنوان فرمانداری و حکومت حجاز، یمن، و یمامه (عربستان مرکزی) را به حجاج داد. به عنوان حاکم، حجاج بن یوسف، شخصاً حج را در سالهای ۷۳ و ۷۴ هجری (۶۹۳ و ۶۹۴ میلادی) رهبری کرد، و کعبه را با از بین بردن تغییراتی که ابن زبیر در پی نخستین محاصره مکه به‌دست امویان در سال ۶۸۳ به آن داده بود، به شکل و ابعاد اولیه خود بازگرداند. حجاج توانست آرامش را به حجاز بازگرداند، اما شدت عمل و خشونت او سبب می‌شد تا خلیفه شخصاً پی در پی مداخله کند.

## فرماندار عراق

نقشه عراق (بین‌النهرین سفلی) در اواخر سده نهم میلادی

عبدالملک در اوایل سال ۶۹۴، حجاج را برای فرمانداری عراق فرستاد. این فرمانداری که شامل هر دو حکومت کوفه و بصره بود، از روزگار زیاد بن ابی سفیان در بیست سال پیش از آن تکرار نشده بود. خلیفه پیش از این برادرش بشر بن مروان را به حکومت کوفه منصوب کرده بود، اما هنگامی که او در اوایل سال ۶۹۴ درگذشت، این «آزمایش حکومت خانوادگی» را شکست خورده یافت و حجاج را که توانایی و وفاداری خوبی از خود نشان داده شده بود، به این مقام مهم منصوب کرد. فرمانداری عراق در واقع «مهم‌ترین و پرمسئولیت‌ترین پست اداری دولت اسلامی» محسوب می‌شد، زیرا نه تنها شامل عراق، بلکه شامل همهٔ سرزمین‌های فتح شده توسط نیروهای دو پادگان شهر کوفه و بصره یعنی سراسر سرزمین‌های شرقی خلافت از جمله فارس و خراسان می‌شد. از این رو، والی عراق در واقع حاکم یک سرزمین بسیار بزرگ یا معاون خلیفه محسوب می‌شد که از بین‌النهرین تا مرزهای هنوز در حال گسترش خلافت در آسیای مرکزی و شبه قاره هند را در کنترل و حکومت خود داشت که نیمی از تمام سرزمین‌ها و قلمروی خلافت را شکل می‌داد و بیش از نیمی از کل درآمد خلافت را تأمین می‌کرد. علاوه بر این، این پست به دلیل سابقه طولانی خوارج و مخالفت‌های سیاسی آنان در عراق و به ویژه در کوفه، از حساسیت سیاسی زیاد و ویژه ای برخوردار بود. این نارضایتی ناشی از عوامل مختلفی از جمله عوامل قبیله ای، اقتصادی و سیاسی بود. تمامی جمعیت کوفه تقریباً از قبایل عرب تشکیل می‌شد اما در این بین شمار زیادی از افراد نامطلوب برای خلافت همانند شکست‌خورده‌های جنگ‌های ارتداد، نیز حضور داشتند. اگرچه این فرمانداری بر زمین‌های حاصلخیز سواد تسلط داشت، اما بسیاری از این زمین‌ها توسط امویان به شاهزادگان این سلسله واگذار شده بود، در حالی که به افراد متوسط کوفی زمینی به عنوان کمک هزینه خدمات سربازی داده می‌شد. اما از آنجایی که اندازه این دستمزد با توجه به زمان گرویدن به اسلام تعیین می‌شد، بسیاری از آنها کمک‌های مالی ناچیزی دریافت می‌کردند. سرانجام، کوفیان تا حد زیادی از غنایم فتح سرزمین‌های شرقی کنار گذاشته شدند. این اهالی بصره بودند که بزرگ‌ترین سهم از غنائم را برای خود تضمین کردند که شامل قلمروهای بسیار وسیع‌تر و غنی‌تری مانند خراسان یا سند را می‌شد، در حالی که سهم کوفیان تنها سرزمین‌های کوه‌های جبال و ایران مرکزی تعیین شد. قلمرو حجاج در اصل از حکومت خراسان و سیستان که در اختیار حکومت ضعیف و ناکارآمد امیه بن عبدالله بن خالد بن اسید شاهزاده اموی بود مستثنی می‌شد. اما در سال ۶۹۷ یا ۶۹۸ این دو ایالت نیز به حوزه اختیارات حجاج اضافه گردید و حکومت حجاج بر تمام نیمه شرقی خلافت گسترش یافت. او تا هنگام مرگش در سال ۷۱۴ در این سمت باقی ماند و در تمام این مدت، با دربر گرفتن باقی مانده دوران سلطنت عبدالملک و بیشتر دوران خلافت جانشین او، ولید (حک ۷۰۵–۷۱۵)، این قدرت و ثروت فراوان را در کنترل خود داشت.

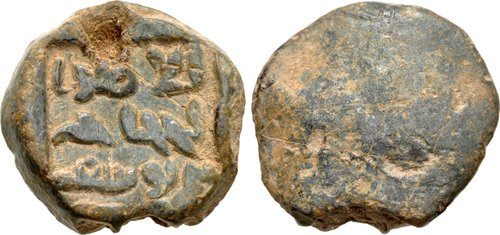
مهر حجاج بن یوسف

### روابط با خلیفه‌ها
حجاج به گفته دیتریش «وفادارترین خدمتکاری بود که یک سلسله می‌توانست آرزویش را داشته باشد» و وفاداری مطلق او به عبدالملک، اعتماد کامل خلیفه را دریافت کرد. این رابطه از راه پیوندهای خانوادگی بیشتر تقویت شد: دختر حجاج با مسرور، پسر ولید یکم (۷۱۵–۷۰۵) ازدواج کرد، در حالی که دختر برادرش محمد به عقد یزید دوم (۷۲۰–۷۲۴) درآمد. یزید دوم پسر اول خود را به نام حجاج نامگذاری کرد و حجاج در مقام تلافی سه تن از پسران خود را به نام اعضای سلسله امویان نام گذاری کرد. عبدالملک نیز یکی از پسرانش را حجاج نامید و گواه این رابطه نزدیک بین او دو نامه‌های فراوانیست که بین آنان رد و بدل شده‌است. رابطه حجاج با عبدالملک بسیار متفاوت از جانشینش ولید بود که در مکاتبات محدود به وظایف رسمی اش خلاصه می‌شد. این در حالی بود که عبدالملک قادر بود تا این فرماندار بیش از حد متعصب خود را هر زمان که در مالیات ستانی، شدت عمل و خون ریزی زیاده روی می‌کرد، مهار کند. ولید خود را مدیون حجاج می‌دانست، زیرا او از جانشینی ولید در برابر عبدالعزیز بن مروان برادر عبدالملک دفاع کرده بود و خلیفه جدید در برابر به فرماندار مقتدر خود اجازه و آزادی زیادی داد و به شدت بر وی تکیه کرد و حتی او را مشاور خود در انتصاب و عزل مقامات قرار داد. گرچه مداخله او در جانشینی، لطف ولید را برای او به ارمغان می‌آورد، ولی باعث دشمنی آشکار سلیمان (حکومت ۷۱۵–۷۱۷) برادر ولید می‌شد. همچنین سلیمان از وضعیت یزید بن مهلب که حجاج او را زندانی کرده بود دفاع می‌کرد. احتمال به سلطنت رسیدن سلیمان، حجاج را چنان می‌ترساند که آرزو داشت بیشتر از ولید عمر نکند.

### شورش ابنأشعثو پیامدهایش
حجاج در ابتدای ورود به کوفه، در مسجد کوفه خطبه ای مشهور ایراد کرد که اغلب به عنوان نمونه ای از فصاحت عربی نام برده می‌شود (G. R. Hawting). کوفه در آن هنگام در آشفتگی و بی نظمی به سر می‌برد. سپاهیان بصره و کوفه که ظاهراً به عنوان پادگان در رامهرمز تحت فرماندهی مهلب بن ابی‌صفره قرار داشتند، پس از مرگ بشر بن مروان، اردوگاه را ترک کرده و در شهرها بیکار بودند. حجاج با هدف بازگرداندن نظم و انضباط اعلام کرد که هر مردی که در عرض سه روز به اردوگاه بازنگردد، به قتل می‌رسد و اموالش غارت خواهد شد. این امر مؤثر واقع شد، اما هنگامی که او برای توزیع دستمزد نزد سپاهیان رفت، با سرکشی سربازان به رهبری ابن جارود به دلیل کاهش دستمزد و مخالفت با پذیرش آن، روبرو گردید. حجاج پس از غلبه بر این مشکلات، سپاهیان را به سوی خوارج رهسپار کرد. در سال ۶۹۶ میلادی، مهلب توانست ازارقه را که در اطراف قطری بن فجاءه به عنوان خلیفه ای جدید، گرد آمده بودند، شکست دهد و در بهار ۶۹۷ یکی دیگر از رهبران خوارج به نام شبیب بن یزید شیبانی را با کمک نیروهای سوری در ساحا رودخانه کارون در خوزستان شکست دهد. حجاج در همان سال توانست شورش والی مدائن، مطرف بن مغیرة بن شعبه را که با خوارج متحد شده بود، سرکوب کند.
این لشکرکشی‌ها شورش خوارج را ریشه کن کرد، اما به قیمت خراب شدن رابطه او با عراقی‌ها تمام شد؛ این لشکرکشی‌ها علیه خوارج بسیار در نزد عراقی‌ها نامحبوب بود، و به گفته کندی اقداماتی مانند کاهش دستمزدها، به نظر می‌رسد که تقریباً عراقی‌ها را تشویق کرد تا به شورش متمایل شوند، گویی به دنبال بهانه ای برای شکست دادن آنها بود. این انفجار سرانجام در سال ۶۹۹ رخ داد؛ در هنگامی که استانداری خراسان و سیستان به حجاج واگذار شد، حجاج آن را به مهلب سپرد، اما در سیستان وضعیت به مراتب ناپایدارتر بود و در واقع باید این منطقه دوباره فتح می‌شد. سپاه به فرماندهی والی محلی، عبید الله بن أبی بکره، شکست سنگینی در را برابر پادشاه زابلستان که به زونبیل مشهور بود، متحمل شده بود و در این هنگام حجاج، عبدالرحمن بن محمد بن أشعث که از برجسته‌ترین اشراف کوفه به‌شمار می‌رفت را برای فرماندهی سپاهی علیه زونبیل، انتخاب کرد. این لشکر از میان مردم کوفه برخاسته بود و شکوه و جلال تجهیزات و غرور سربازان کوفی و اشرافی که آن را همراهی می‌کردند چنان بود که در تاریخ به «سپاه طاووس‌ها» معروف شد. این اردوکشی سرآغاز شورشی بود که نه تنها نزدیک بود قدرت حجاج، بلکه قدرت اموی را در عراق نابود کند.
ابن اشعث سپاه خود را به سیستان هدایت کرد و همانطور که دیتریش در دانشنامه اسلام می نویسد: «در ابتدا لشکرکشی خود را با دقت و بر اساس دستور انجام میداد؛ هر سرزمینی را که فتح می شد را آرام میکرد و با فراهم کردن تدارکات، نیروهای خود را به رفته رفته به شرایط آب و هوایی جدید آشنا میکرد". با این حال، حجاج نامه پشت نامه برای او فرستاد و خواستار حمله فوری او به زونبیل شد. لحن این نامه ها به شدت توهین آمیز بود و حجاج تهدید کرد که ابن اشعث را عزل و برادرش اسحاق را به فرماندهی لشکرکشی بر میگزیند. لحن تند و خواسته های نامعقول حجاج و همچنین عدم تمایل آشکار سپاه به ادامه چنین لشکرکشی طولانی و طاقت فرسایی تا دور از خانه هایشان، باعث سرکشی و شورش در میان سپاه با رهبری ابن اشعث شد. سپاه شورشی به عراق بازگشت و در مسیر حرکت با پیوستن سایر افراد ناراضی به بیش از صد هزار نفر افزایش یافت. این جنبش شورشی علیه حجاج که به عنوان دشمن خدا و فرعون آخرالزمان متهم میشد، به یک جنبش تمام عیار ضد اموی بدل شد.
شجاع‌الدین شفا از قول تاریخ الخلفای سیوطی می‌گوید: پنجمین خلیفه بنی امیه، عبدالملک بن مروان(۲۶–۸۶هجری) خونخوارترین خلیفه این خاندان بود. وقتی که عبدالله بن زبیر حاضر به بیعت با او نشد، عبدالملک فرمان کشتن او را داد، ولی وی برای نجات جان خود به خانه کعبه پناه برد و در آنجا بست نشست. با اطلاع بر این موضوع، عبدالملک حجاج ابن یوسف ثقفی والی بصره را که به سفاکی و خونریزی شهرت داشت برگزید و از او خواست که به هر صورت که مقتضی بداند عبدالله را بکشد و سرش را برای او به شام (دمشق) بفرستد و برای انجام این مأموریت سپاه کارآمدی را نیز در اختیار او قرار داد. با دریافت این فرمان حجاج مردم بصره را برای برگزاری نماز جمعه به مسجد بزرگ شهر فرا خواند، و در خطبه نماز به آنان گفت: بدانید که خلیفه سفاک‌ترین والی خودش را برای انجام مأموریتی بزرگ برگزیده‌است و آن برگزیده او منم. هم‌اکنون میان شما سرهای بسیاری را می‌بینم که آماده بریده شدنند، اگر نخواهید از جمله آن‌ها باشید باید بی‌چون و چرا آماده همکاری با سپاه خلیفه باشید و در غیاب من نیز هوس سرکشی نکنید . حجاج ثقفی عازم مکه شد و بی درنگ خانه کعبه را به منجنیق بست چند روز تمام دیوار کعبه با منجنیق کوبیده شد تا سرانجام حصار شکست و عبدالله بن زبیر را در بسترگاهش سر بریدند؛ و همان‌جا تمامی خدام مسجدالحرام را کشتند و حجرالاسود معروف را چهارپاره کردند و خود مسجدالحرام را آتش زدند. سپس دامنه کشتارها را به داخل شهر کشاندند و درهای خانه قریشیان را سوزاندند و نقاب از صورت زنان قریش کشیدند و بدانان تجاوز کردند و هرچه را که آنان داشتند به غارت گرفتند؛ و چون کار مکه به پایان رسید، به مدینه تاختند و همه غارتگریها و آتش‌افروزی‌ها و کشتارها را در آنجا تکرار کردند. به پاداش این خدمت گزاری، عبدالملک حکومت مکه و مدینه و طائف را به حجاج داد و عراق را نیز که در آن شورش برخاسته بود ضمیمه قلمرو حکومتی او کرد. عراق که در دهه شصت تقریباً روی آرامش را به خود ندیده‌بود با شمشیر حجاج به مدت بیست سال در آرامش مجدد فرورفت.
وقتی حجاج ثقفی به دستور عبدالملک بن مروان، پنجمین خلیفهٔ اموی، برای ایجاد خفقان و ساکت کردن معترضان، همراه چند جلاد وارد کوفه شد مستقیماً به مسجد شهر رفت و مردم را دعوت کرد و به آن‌ها گفت:
«هان ای مردم! نه به کودکانتان رحم می‌کنم و نه به پیرانتان! بیگناهانتان را به جای گناهکار مؤاخذه خواهم کرد و کافی است به کسی ظنین شوم. تحویل جلادانش خواهم داد، همهٔ اینها از اختیارات من است و هر چه من مصلحت بدانم عین شرع است.»
حجاج ثقفی در سال ۹۵ هجری و در سن ۵۴ سالگی مبتلا به دل‌درد شدیدی شد و پس از پانزده روز دست و پنجه نرم کردن با بیماری و مبتلا شدن به مرض لرزه و سردی اندام که هر چه آتش در اطرافش برمی‌افروختند باز گرم نمی‌شد سرانجام درگذشت. مسعودی در مروج الذهب می‌نویسد حجاج در مدت ۲۰ سال حکومت خویش، ۱۲۰ هزار نفر را گردن زده و کشته بود و این تعداد غیر از کسانی بودند که در میدان جنگ علیه او دست به شمشیر برده و توسط سپاهیان او کشته شدند. در زندان‌های مختلطش ۵۰ هزار مرد و ۳۰ هزار زن بودند که ۱۶ هزار نفر آنان برهنه بودند. زندان‌های حجاج، سقفی برای جلوگیری از آفتاب تابستان و سرما و باران زمستان نداشت. خوراک زندانیان نانی بود از جو که با خاکستر و نمک مخلوط بود و پس از مدت کوتاهی، هر زندانی که از آن می‌خورد رنگ چهره‌اش سیاه می‌شد.
پس از مرگ حجاج، او را در «واسط» (میان راه بصره و کوفه) دفن کردند و بر قبرش آب بستند و آن را از چشم دشمنانش مخفی کردند. ولید بن عبدالملک برایش مجلس عزا به پا کرد. 

## قتل‌عام شیعیان توسط حجاج
حجاج در همان آغاز ورود به کوفه، ضمن سخنانی به مردم گفت: «خلیفه [عبدالملک] او را با تازیانه و شمشیر به‌سوی آنان فرستاده؛ اما در راه تازیانه افتاده و تنها شمشیر برای او باقی‌مانده‌است». او مردی بی‌رحم بود و پیرمرد و بچه و بزرگ و کوچک و زن و مرد را به اتهام شیعه بودن می‌کشت. در عصر حجاج اگر به کسی می‌گفتند کافر، بیشتر راضی بود تا اینکه بگویند شیعه.
در فهرست افراد فراوانی که در حکومت حجاج کشته شدند، نام افرادی همچون، کمیل بن زیاد و سعید بن جبیر به چشم می‌خورد.
حجاج در مجلسی برخی از فضائل خود را چنین برشمرد:
«در مجالس ما هیچگاه از عثمان بدگویی نشده‌است. هفتاد نفر از بستگان ما در جنگ صفین به نفع معاویه کشته شدند؛ از طائفه ما هیچ‌کس با زنی که دوستدار علی باشد، ازدواج نکرده‌است؛ زنان ما نذر کردند اگر حسین کشته شود ده شتر بکشند؛ هر کس از خاندان ما نام علی را بشنود به او و حسن و حسین و مادرشان نیز بد می‌گوید.»  با این حال، مسعودی در مروج الذهب می‌نویسد که حجاج به منظور تحقیر خاندان ابو طالب دختر عبدالله بن جعفر بن ابی طالب را به زنی برگزید.

## حجاج و ایرانیان
حجاج به شدت مخالف ایرانیان بود. وی زبان فارسی میانه (پهلوی) که زبان رسمی عراق بود را با عربی جایگزین کرد و دیوان‌های عراق را نیز از فارسی به عربی برگرداند.
ابوریحان بیرونی چنین نوشته‌است:
«وقتی قتبیه بن مسلم سردار حجاج، بار دوم به خوارزم رفت و آن را بازگشود هرکس را که خط خوارزمی می‌نوشت و از تاریخ و علوم و اخبار گذشته آگاهی داشت از دم تیغ بی‌دریغ درگذاشت و موبدان و هیربدان قوم را یکسر هلاک نمود و کتابهاشان همه بسوزانید و تباه کرد تا آنکه رفته رفته مردم امی ماندند و از خط و کتابت بی بهره گشتند و اخبار آنها اکثر فراموش شد و از میان رفت.»

## نقش در شکل‌گیری قرآن
اما شما خودتان هم [قرآن] را تحریف کرده‌اید، خاصه به دست یک حجاج نامی که از سوی تو به عنوان فرماندار ایران منصوب شده بود. او همهٔ کتب باستانی را گرد آورد و کتاب جدیدی مطابق میل خودش نوشت… فقط نتوانست آثار ابوتراب [علی] را به طور کامل از بین ببرد.

از نامهٔ لئون سوم به عمر بن عبدالعزیز
قرآن‌شناسان حجاج بن یوسف و خلیفه معاصر او عبدالملک بن مروان اموی را از شخصیت‌های مهم در زمینه شکل‌گیری متن قرآن فعلی می‌دانند. به‌طور کلی، دو دیدگاه عمده در مورد شکل‌گیری قرآن فعلی وجود دارد که به «انتقادی» و «فوق‌انتقادی» معروف هستند و دیدگاه فوق‌انتقاداتی بیشترین طرفدار را میان پژوهشگران دارد. پیروان این دیدگاه معتقد هستند که شکل‌گیری نهایی قرآن تا دوره حجاج و عبدالملک به طول انجامیده‌است. به گفته اسمال کایث، عثمان یک نسخه رسمی از قرآن ایجاد کرد و باقی قرآن‌ها را از بین برد اما احتمالاً این نسخه را بعداً با قرآن حجاج بن یوسف جایگزین کردند. در صورتی که تمایز عمده‌ای میان این دو قرآن وجود داشته، این تمایز به شکل افزودن تفسیر به متن آن بوده اما نهایتاً تفسیر حجاج به بخشی از متن اصلی قرآن تبدیل شده‌است. همین نسخه، قدیمی‌ترین نسخه قابل بازیابی قرآن است. پیروان دیدگاه انتقادی نیز معتقد هستند حجاج بر قرآن تغییراتی اعمال کرد اما این تغییرات جزئی بوده‌اند. نیکولای ساینای، از طرفداران نظریهٔ جمع‌آوری توسط عثمان، می‌گوید «ولی در هر حال اینکه دو متن مسیحی مستقل از یکدیگر و همچنین منابع اسلامی، گسترش قرآن و از بین بردن نسخه‌های پیشین را به حجاج نسبت می‌دهند، قویا نشان می‌دهد که [در آن دوره] یک اتفاقی افتاده‌است.»
به گفتهٔ شومیکر، شواهد هم از منابع اسلامی و هم از منابع غیراسلامی این دوره، به عبدالملک بن مروان و حجاج بن یوسف به عنوان کسانی که متن قرآن را تثبیت کردند، اشاره دارند. اما منابع اسلامی دربارهٔ اینکه عبدالملک و حجاج دقیقاً چه تغییراتی انجام دادند، هم‌قول نیستند؛ مثلاً، برخی روایت‌ها می‌گویند اینان اصلاحات کوچک در نحوهٔ نگارش قرآن اعمال کردند. روایت‌های دیگر اما حرف از تغییرات شگرف می‌زنند؛ مثلاً در روایتی گفته شده حجاج بن یوسف اولین کسی بود که قرآن را به شهرهای بزرگ سرزمین‌های اسلامی فرستاد تا کامل‌کنندهٔ قرآن‌هایی باشد که از قبل در آن مناطق وجود داشتند. او همچنین دستور داد تمام قرآن‌های قبلی را گرد آورده و از بین ببرند. او نمایندگانی منصوب کرد تا نسخه‌هایی را که با قرآن رسمی تفاوت داشتند را پیدا و پاره کنند و برای جبران خسارت، ۶۰ درهم بپردازند. در یکی از این روایت‌ها گفته شده والی مصر از این عمل حجاج شگفت‌زده شده و در واکنش نسخه‌ای دیگری از قرآن تهیه کرده‌است. عمر حمدان، قرآن پژوه معاصر، می‌گوید این روایت نشان می‌دهد که مصحف منسوب به عثمان حداقل در مصر وجود نداشته‌است. در روایتی از ابن شبع، گفته شده وقتی قرآنِ حجاج به مدینه رسید، خانوادهٔ عثمان با آن سخت مخالفت کردند.
مهم‌ترین منبع غیراسلامی که به این مسئله پرداخته، نامه نگاری‌های میان لئون سوم امپراتور بیزانس (۷۱۷–۴۱) و عمر بن عبدالعزیز خلیفهٔ اموی (۷۱۷–۲۰) است. عمر بن عبدالعزیز به لئون نامه نوشت و او را به اسلام دعوت کرد. عمر استدلال‌هایی آورده که یکی از آن‌ها «تحریف تورات و انجیل» است. لئون در پاسخ می‌گوید تورات و انجیل تحریف نشده‌اند «اما شما [با قرآن] چنین کرده‌اید.» و از حجاج فرماندار ایران [کذا؛ منظور عراق است] به عنوان کسی که قرآن را مطابق میل خودش از نو نوشت. تا قبل از نامهٔ لئون سوم مطلقاً هیچ اشاره ای در هیچ منبعی وجود ندارد که گفته باشد پیروان محمد کتاب مقدس خودشان را داشته‌اند. ابویوسف کندی، نویسندهٔ مسیحی معاصر مأمون، فهرستی بلند بالا از کسانی که در جمع‌آوری قرآن دست داشتند ذکر کرده و در پایان می‌نویسد «ولی شما می‌دانید این حجاج بن یوسف بود که مصحف‌ها را گردآوری کرد و مطالب بسیاری از آنان را حذف کرد.»

## مرگ و میراث
حجاج در ماه مه یا ژوئن ۷۱۴ میلادی در سن ۵۳ یا ۵۴ سالگی در واسط درگذشت. او در بستر مرگ پسرش عبدالله را به جای او به امامت نماز جمعه منصوب کرد؛ و در نامه ای پیش از مرگش به ولید نوشت:
هنگامی که خدا را ملاقات کردم و نزد او نعمت یافتم، در آنجا شادی روح من خواهد بود. ابدیت خدا برای من کافی است و بنابراین امیدم به فانیان نیست. کسانی که پیش از ما بودند طعم مرگ را چشیدند و ما نیز پس از آنها آن را خواهیم چشید.
به گفته مورخ قرن سیزدهم ابن خلکان، علت مرگ حجاج سرطان معده بود. سال بعد، ولید نیز درگذشت و برادرش سلیمان به خلافت رسید. سلیمان که به‌عنوان وارث خلافت شناخته می‌شد با بسیاری از مخالفان حجاج، به‌ویژه یزید بن مهلب اتحادی برقرار ساخته بود و مدت کوتاهی پس از به سلطنت رسیدن او را به فرمانداری عراق منصوب کرد. خلیفه که احتمالاً توسط چنین متحدانی متقاعد شده بود که حجاج نفرت عراقی‌ها را نسبت به بنی‌امیه برانگیخته است، منصوبان و متحدان نایب السلطنه پیشن یعنی حجاج را در منطقه و سراسر خلافت شرقی برکنار کرد که احتمالاً به دلیل ارتباط آنها با حجاج بوده‌است. از جمله کسانی که از برکنار شد، محمد بن قاسم ثقفی بود که از فرمانداری سند عزل و در واسط اعدام شد.
تاریخنگار یولیوس ولهاوزن در ارزیابی خود از حجاج بیان کرد: «او در عین خشن و سختگیر بودن، ظالم، خرده‌گیر و متعصب نبود». گرچه او در منابع اولیه مسلمانان به دلیل بمباران مکه و کعبه در زمان محاصره عبدالله بن زبیر مورد انتقاد قرار گرفته‌است، اما سایر اعمال شرم آور دیگری که حجاج را مسئول آن دانسته‌اند، «اتهامات ساختگی دشمنانش که از او نفرت داشتند» بوده‌است. از جمله این اتهامات منبع ناشناسی است که توسط طبری ثبت شده‌است مبنی بر اینکه حجاج در پی سرکوب قیام ابن اشعث بین ۱۱۰۰۰ تا ۱۳۰۰۰۰ مرد را در بصره قتل‌عام کرد، در مقابل منابع سنتی قدیمی مسلمانان بین کرده‌اند که حجاج پس از پیروزی در کوفه و بصره برای شورشیانی که از ابن اشعث روی گردانیدند، عفو عمومی داد..

## خانواده
نخستین همسر حجاج، ام أبان، دختر نعمان بن بشیر انصاری، یکی از دستیاران معاویه و زمانی فرماندار کوفه بود. او پیش از انتصاب به فرمانداری عراق با دختر دیگر نعمان به نام حمیده که به تازگی توسط روح بن زنباع طلاق داده شده بود، ازدواج کرد. حجاج در زمان فرمانداری خود در عراق از حمیده طلاق گرفت. حجاج در زمان فرمانداری مدینه، با ام الجولاس، دختر عبدالله إبن خالد إبن أسید، از خاندان اموی، ازدواج کرد. و به دنبالش ام کلثوم بنت عبدالله بن جعفر، نوه علی بن ابی طالب (فرمانروایی ۶۵۶–۶۶۱) را طلاق داد. مسعودی بیان می‌کند که طلاق ام کلثوم توسط حجاج برای تحقیر خانواده ابوطالب (پدر علی) بوده‌است. روایتی در کتاب الاغانی و همچنین توسط ابن عبدربه و ابن اثیر ثبت شده‌است که نشان می‌دهد که عبدالملک پس از دریافت درخواستی از پدر ام کلثوم و شاهزاده اموی خالد بن یزید بن معاویه، به حجاج فرمان داد تا او را طلاق دهد و جهیزیه اش را بازگرداند. حجاج در زمان حکومت خود در عراق با هند دختر مهلب ازدواج کرد، اما به گفته طبری، او را در سال ۷۰۸/۰۹ طلاق داد، زیرا او در هنگام شکنجه برادرش یزید در زندان حجاج همیشه گریه می‌کرد. حجاج با ازدواج با ام بنین بنت المغیره بن عبدالرحمن، نوه حارث بن هشام، یکی از معدود افراد غیر قریشی شد که با طایفه اشرافی بنی مخزوم ازدواج کرد. بعدها دو تن از پسرانش نیز با این قبیله ازدواج کردند.
به گفته تاریخنگار اسلامی، ابن حزم (درگذشته ۱۰۶۴ م)، حجاج چهار پسر داشت: پسر برزگش به نام محمد، عبدالملک، أبان و سلیمان (یا ولید). سه فرزند پسر آخری او به نام اعضای خاندان اموی نامگذاری شدند. طبری از پسری به نام عبدالله یاد می‌کند. محمد در زمان حیات حجاج درگذشت و نوادگان او در اواخر قرن نهم در دمشق زندگی می‌کردند. عبدالملک نیز دارای فرزندانی شد که در شده نهم در بصره زندگی می‌کردند، در حالی که از أبان و سلیمان (یا ولید) فرزندی برجای نماند.